# Вировий Захар Іванович
Захар Вировий (агентурні прізвиська Захар, Орлик, Кобчик, 1879, Сміла, Черкаський повіт, Київська губернія — 2 липня 1926, Москва) — український громадський і державний діяч, секретний інформатор поліції Російської імперії, депутат Державної думи I скликання від Київської губернії. Жертва московсько-більшовицького терору.

## Життєпис
Походив з містечка Сміла Черкаського повіту Київської губернії.
Відбувши військову повинність, повернувся до Сміли. Працював столяром в каретних майстернях, потім столяром на Черкаському цукровому заводі.

### Освіта
Отримав домашню початкову освіту.
У 1899 слухав лекції з політичної економії професора Володимира Желєзнова; багато читав, був знайомий з творами Фердинанда Лассаля та ін. За відомостями сучасних йому біографів «дуже начитаний».

### Політична діяльність
У 1899 притягнутий у політичній справі. За своїми поглядами був близький до соціал-демократів.

### У Державній Думі

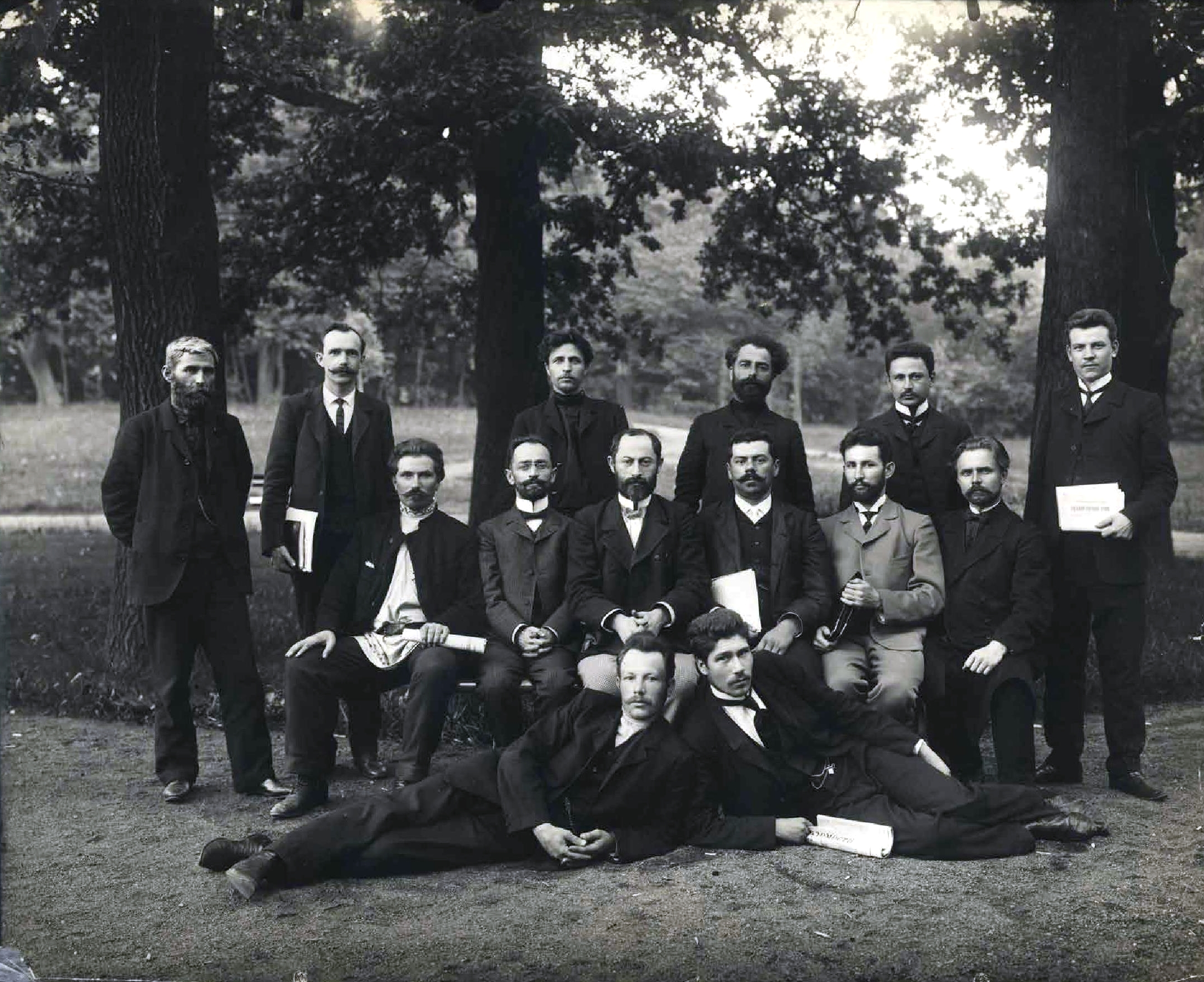
Соціал-демократична фракція I Державної думи. Стоять: Ісидор Рамішвілі, Іван Савельєв, Захар Вировий, Симон Церетелі, Іван Гомартелі, Олександр Смірнов ; сидять: М. Митрофан Михайличенко, Сергій Джапарідзе, Ное Жорданія, Володимир Ільїн, Петро Єршов, Іван Шувалов ; лежать: Василь Чурюков, Іван Антонов.

22 квітня 1906 обраний до Державної думи I скликання від загального складу виборців Київських губернських виборчих зборів. Під час виборів надавав активну підтримку більшовикам Мойсею Урицькому, майбутньому голові Петроградської ЧК.
У квітні 1906 мав характеристику політичної позиції — «крайній лівий». Першим завданням Думи вважав скасування смертної кари і повну амністію, а потім введення 8-годинного робочого дня і вирішення аграрного питання. За одними даними Вировий входив до Соціал-демократичної фракції, за іншими — до Трудової групи. Самі трудовики у своєму виданні «Праці Першої Державної Думи» політичну позицію Вирового характеризують як "Т. Г. — С. Д. ". Це означає, що він перебував у Трудовій групі, але з утворенням на початку червня Соціал-демократичної фракції перейшов до неї. Активний член Української громади в Думі.
9 червня 1906 підпис Вирового з'явився під запропонованою соціал-демократами резолюцією щодо відповіді міністра внутрішніх справ на депутатські запити. У її сьомому пункті зокрема йшлося: «Увесь склад вищої адміністрації, при нинішньому і попередньому кабінетах, підлягає суду за звинуваченням в низці тяжких кримінальних злочинів проти життя, майна і честі російських громадян і в приховуванні таких злочинів».
10 липня 1906 у Виборзі підписав «Виборзьку відозву», але, мабуть, за основним Виборзьким процесом до 1907 притягнутий не був, так як емігрував до Франції за одними даними у 1906, за іншими — не раніше листопада 1907.

### Секретний інформатор поліції
З якого часу Вировий почав співпрацювати із поліцією, точно не відомо, але припущення, що він був завербований до виборів у Думу, ймовірно, мають підстави.
Восени 1907 Захар Вировий, на той момент один із керівників Української соціал-демократичної спілки (Спілки), звернувся до Мойсея Урицького із запрошенням на конференцію Спілки керівників Київського комітету РСДРП.
Через обережність в розмові із Вировим Урицький назвав неточне місце і час засідання комітету в Києві. 29 жовтня, коли Урицький з'явився в Києві, він був заарештований жандармами.
З їхніх питань стало зрозуміло, що за згаданою в розмові із Вировим неточною адресою була влаштована засідка, що не дала результатів. Це дало підстави Урицькому запідозрити Вирового у зраді.
Конференція Спілки пройшла 30 жовтня 1907 без участі членів Київського комітету РСДРП в передмісті Києва, на станції Ірпінь. На самій конференції ніхто із членів Спілки заарештований не був, але після її закінчення всі учасники були затримані по одному, що призвело до фактичного розгрому організації. Захар Вировий також був заарештований і кинутий до Лук'янівської в'язниці, позаяк, за припущенням Урицького, поліція не могла залишити його на волі, оскільки це призвело б до «розсекречення» Вирового як агента.
Основні відомості про інформаторство Вирового ведуть до документів і показань завідувача Закордонною агентурою Департаменту поліції Олександра Красильникова. У 1908 і до жовтня 1909 Вировий діяв під прізвиськом «Захар», пізніше «Орлик» і «Кобчик». Його платня, як агента, становила 350, а пізніше 400 франків щомісяця.
У серпні 1912 Вировий працював у фірмі «Bollancourt», що займалася будуванням аеропланів. Це дало йому матеріал для доносів на деяких російських авіаторів (есера Небудека та ін.).
Ще в липні 1912 Вировий, посилаючись на деякі особисті причини, ухвалив рішення їхати до Російської імперії. Причому він планував отримати від есерів явки і адреси і допомогу при переїзді через кордон. Виїхав Вировий з Парижа до Києва тільки в листопаді з паспортом на ім'я Михайла Іваненка. У Києваі він повинен був повідомити начальника місцевого охоронного відділення листом за адресою: Рейтарська, 5, П. Ф. Боговському. Однак донесення Орлика за 1912 рік було присвячене «Товариству активної допомоги політичним каторжникам», засновником якого був він сам разом із відомим анархістом Кареліним. З донесення випливає, що на зборах товариства Вировий виступав противником терористичних актів при звільненні заарештованих. Подальші повідомлення Вирового стосувалися, головним чином, «Братства вільних общинників» і з'їзду анархістів, який повинен був відбутися у 1914.
У тому ж 1914 Володимир Бурцев отримав відомості щодо провокацій серед анархістів. Запідозрений був, однак, не Вировий, а Микола Музіль (Рогдай). Це було підлаштовано самим Вировим, що дотепними тактичними ходами розбивав групу анархістів-комуністів, які почали підозрювати в зраді одне одного. Члени групи в пошуках зрадника стали кидати в очі один одному звинувачення в провокаціях. З цього приводу Красильников із задоволенням доносив Департаменту поліції: «Справа Рогдаєва призвела до того, що існування співорганізованих анархістів-комуністів паризької федерації можна вважати закінченим». Незабаром після «справи Рогдаєва» Вировий покинув цю групу анархістів.
Навесні 1915, отримавши на дорогу 500 франків, Захар Вировий виїхав до Російської імперії для відбування військової повинності.
12 березня 1915 Красильников у телеграмі характеризував Вирового, як відданого справі, що заслуговує на довіру агента: «Орлик — есер, що був у близьких стосунках з Кареліним і групами анархічного спрямування, особливого становища в групі не займав. <…> Має намір продовжувати співпрацю, якщо дозволять умови служби і отримає на це відповідні вказівки». Дружині Вирового, що залишилася в Парижі, після від'їзду чоловіка протягом року виплачували по 200 франків щомісяця.

### «Останній виборжець»
167 з 180 осіб, які підписали «Виборзьку відозву» були засуджені на основному процесі у цій справі в грудні 1907, більшість з них відбули покарання в травні-серпні 1908. У травні 1915 у справі з «Виборзької відозви» Захар Вировий був затриманий останнім і засуджений на 2 місяці в'язниці. Це дало підстави пресі назвати його «останнім виборжцем».

### Совєцький період і загибель
Відомо, що за совєцьких часів Вировий жив у Таганрозі, працював столяром на Таганрозькому заводі Лебедєва.
13 травня 1926 заарештований.
28 червня 1926 засуджений Колегією ОГПУ за звинуваченням у негласній співпраці з царською охороною до розстрілу.
Розстріляний 2 липня 1926. Похований на території Яузської лікарні.
5 квітня 1993 реабілітований.